# 6295 Шмоль
6295 Шмоль (6295 Schmoll) — астероїд головного поясу, відкритий 11 лютого 1988 року.
Тіссеранів параметр щодо Юпітера — 3,534.